# Marco da Gagliano
Marco da Gagliano (de son vrai nom Marco Zanobi, né le 1er mai 1582 à Florence – mort dans la même ville le 25 février 1643) est un compositeur italien du XVIIe siècle.

## Biographie
Il est d'abord l'élève de Luca Bati, puis, à partir de 1602, il devient suppléant de son maître de chapelle à la chapelle de San Lorenzo avant de lui succéder en 1608. Il est nommé chanoine de San Lorenzo en janvier 1609, maître de chapelle à la cour grand-ducale de Florence en 1611 et protonotaire en 1614.
Il est l'un des principaux fondateurs de l'Accademia degli Elevati (1607). 
À plusieurs reprises, il collabore avec Jacopo Peri et Giulio Caccini à l'écriture d'intermèdes de cour.

## Œuvres

### Musique sacrée
- Officium defunctorum (1607)
- Missa et sacrae Cantiones... (1614)[2]
- Sacrarum Cantionum... liber secundus (1622)[2]
- Responsoria (1630)

### Musique profane
- 6 livres de Madrigaux (1602-1608)
- La Dafne (1608)[3],[4],[5]
- Musiche a 1-3 voci (1615)
- La Flora (1628)[1]